# Lotus Island
Lotus Island ist eine 320 m lange Insel in der Mitte der Semichi Islands, einer Untergruppe der Near Islands im äußersten Westen der Aleuten in Alaska. Sie liegt in der Shemya Pass zwischen Nizki Island im Westen und Shemya Island im Osten.